# Tonyosynthemis
Tonyosynthemis is een geslacht van libellen (Odonata) uit de familie van de zuidelijke glanslibellen (Synthemistidae).

## Soorten
Tonyosynthemis omvat 2 soorten:
- Tonyosynthemis claviculata (Tillyard, 1909)
- Tonyosynthemis ofarrelli (Theischinger & Watson, 1986)